# 上德文斯克

上德文斯克市徽

上德文斯克（羅馬化：Vierchniadzvinsk）是白俄羅斯維捷布斯克州的城市，由上德文斯克區負責管轄，距離首都明斯克270公里，2009年人口7,600人。第二次世界大戰期間，納粹德國在1941年7月3日至1944年7月12日佔領該鎮。该市在1962年12月25日前名为德里萨。